# Paléovirologie
La paléovirologie est l'étude des virus ou d'anciennes souches virales qui existaient dans le passé et qu'on ne retrouve plus aujourd'hui. Elle cherche à retracer les vagues d’infections virales passées pour parvenir à comprendre comment les organismes infectés ont réussi à se prémunir contre ces attaques. De cette façon, les connaissances acquises contribuent à fournir un cadre conceptuel et les outils nécessaires au développement de nouvelles stratégies médicales de lutte contre les virus pathogènes.
En général, les virus ne peuvent pas fossiliser. Par conséquent, des méthodes indirectes sont utilisées pour leur reconstitution. Par exemple, les virus peuvent provoquer l'évolution de leurs hôtes et les signatures de cette évolution peuvent être retrouvées et interprétées.

« On sait désormais que, depuis l’origine des vertébrés il y a environ 500 millions d’années, de nombreuses insertions de rétrovirus se sont produites dans le génome des gamètes (spermatozoïdes et ovules) de leurs espèces hôtes. [...] Le résultat de ce long processus d’accumulation de séquences d’origine rétrovirale dans le génome des vertébrés est assez surprenant, voire troublant, puisqu’il apparaît que plus de 8 % du génome humain dérivent de rétrovirus. Autrement dit, étant donné que sur les 3,5 milliards de paires de base constituant notre génome, environ 300 millions sont d’origine virale, on peut dire que nous sommes d’une certaine manière apparentés aux virus »

— Clément Gilbert, 

## Premiers résultats
Si des virus ont aujourd'hui disparu, leur ADN peut persister dans le génome des eucaryotes. On parle alors de "virus fossile" pour désigner ces régions d'un génome qui proviennent de l'intégration de matériel génétique viral. Ce matériel génétique viral est issu de rétrovirus, des virus dont le matériel génétique est constitué non pas d'ADN mais d'ARN. Grâce à une enzyme, la transcriptase inverse, l'ARN de ces virus à ARN sera transcrit en ADN pour être ensuite intégré dans le génome de la cellule hôte infectée. Or, dans certains cas, cet ADN d'origine virale reste en dormance sans être retranscrit en ARN et se transmet de génération en génération sans nuire à l'organisme ni à ses descendants, on parle alors de rétrovirus endogène,. Au fil de millions d'années, cet ADN viral aura accumulé de nombreuses mutations. Certaines de ces mutations sont toutefois susceptibles de transformer ces rétrovirus endogènes en virus oncogènes transformant la cellule en cellule cancéreuse. Pour les paléovirologues, elles rendent plus difficiles l'identification de l'ADN viral au sein d'un génome. Il est cependant possible de procéder à cette identification en repérant les séquences terminales longues répétées (en anglais long terminal repeat sequence ou LTR), une séquence de nucléotides dans l'ADN caractéristique des extrémités des rétrovirus. Une fois l'ADN viral repéré, il reste aux chercheurs à identifier les mutations que cet ADN a subies tout au long des millions d'années. Il est possible d'y parvenir par la comparaison de l'ADN de ce même virus logé dans le génome d'autres cellules. Cet ADN ayant subi des mutations distinctes, elles diffèrent d'un ADN à l'autre pour un même ADN viral. Par le jeu des comparaisons, comme pour un texte réécrit plusieurs fois dont chaque copie comporte des erreurs à différents endroits, il est possible de remonter au texte original. Une fois la séquence originale retrouvée, il est possible aux chercheurs de réactiver le virus qu'elle code. C'est ce que vient de réussir Thierry Heidmann et son équipe de l'Institut Gustave Roussy, à Villejuif, près de Paris. Nommé "Phoenix", le virus en question avait conservé la possibilité d'infecter différents types de cellules humaines bien que son pouvoir infectieux reste très faible, environ 1 000 fois moins que le VIH selon Heidmann. Ce virus aurait infecté les cellules humaines il y a moins de 5 millions d'années en ayant produit quelque 30 copies de lui-même dans le génome humain. Au-delà de cette prouesse, cette étude pourrait aider à comprendre le rôle des rétrovirus dans la formation des cancers.

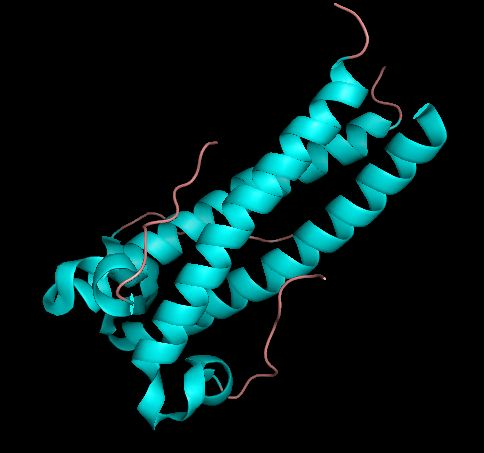
Structure cristalline de la protéine d'enveloppe du rétrovirus endogène humain HERV-FRD (syncytine-2)

Une autre découverte apportée par la paléovirologie ces dernières années fut la mise en évidence de l'intégration d'ADN d'origine virale autre que celui provenant de virus à ARN. On découvrit que des virus à ADN pouvaient en faire autant. Cela s'est avéré être le cas pour l'hépadnavirus, un virus du groupe qui comprend le virus de l'hépatite B. 
À l'opposé des rétrovirus endogènes ayant un lien possible dans l'oncogenèse, l'ADN de certains rétrovirus intégré au génome des vertébrés jouerait un rôle essentiel. Ce serait le cas pour les mammifères placentaires avec la syncytine, une famille de protéines d’origine virale dont le rôle serait essentiel lors de la formation du placenta durant la grossesse. Chez l'espèce humaine, elles auraient donné naissance à la syncytine 1 et la syncytine 2. Dans ce cas, le virus initial (HERV-W) n'est plus reconstitué alors que l'une de ses protéines modifiée se trouve exprimée.

### Reconstitution du virus de la grippe de 1918

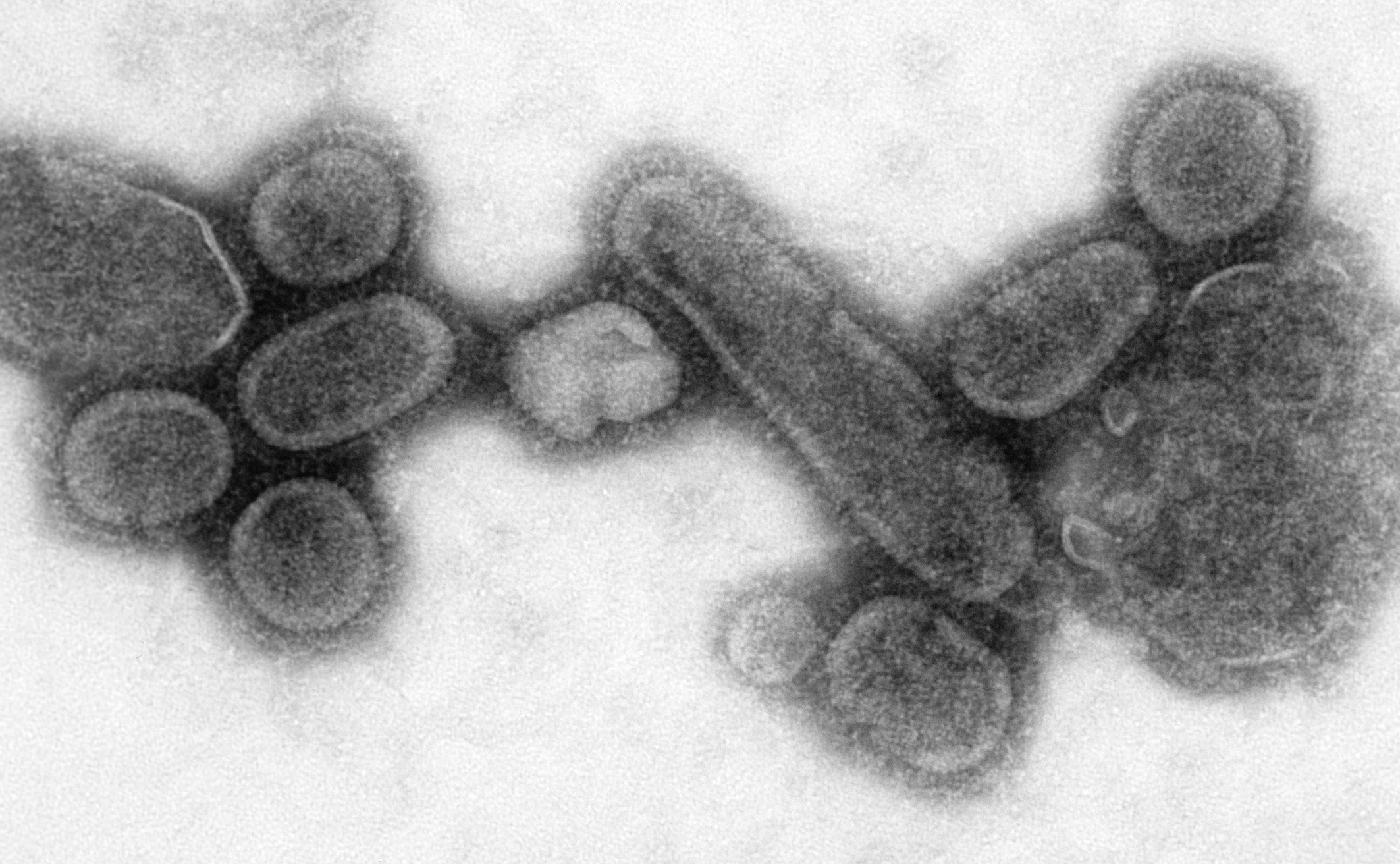
Photographie prise au microscope électronique du virus de la grippe de 1918 rétrospectivement reconstitué par génie génétique à partir d'échantillons de restes humains de 1918.

En 2005, c'est par une approche complètement différente que la paléovirologie est parvenue à l'un de ses premiers résultats marquants avec la reconstitution du virus de la grippe de 1918, communément appelée grippe espagnole, qui aurait fait de 20 millions à 50 millions de morts. Lorsque les outils de la biologie moléculaire furent au point, des recherches furent entreprises pour trouver des tissus de personnes décédées de cette pandémie contenant le virus responsable dans le but d'en faire l'analyse. Plusieurs recherches et expéditions ne donnèrent pas le résultat escompté. Il fallut attendre 1998 pour que le pathologiste Johan Hultin (en) retrouve la dépouille, conservée dans le permafrost, d'une femme inuit qui vivait dans le village nommé Brevig Mission, en Alaska, et qui mourut de cette grippe. C'est finalement dans les poumons de cette femme que fut retrouvé le fameux virus. Ceux-ci furent envoyés au virologiste Jeffery Taubenberger (en). Le travail fut ensuite réalisé par des chercheurs des Centres pour le contrôle et la prévention des maladies en collaboration avec l'École de médecine Mount Sinai, l'Institut de pathologie des forces armées américaines (en) et le Laboratoire de recherche sur la volaille. Les résultats de ces travaux firent l'objet d'un communiqué de presse en octobre 2005. L'ARN et la structure de base du virus permirent de découvrir, entre autres, que ce virus provenait de volailles ayant subi une mutation, d'en identifier la souche (H1N1) et finalement de reconstituer complètement le virus.

### Réécrire l'histoire de la variole
À la différence de ce qui s'est passé pour le virus de la grippe de 1918, c'est de façon tout à fait inattendue qu'Ana Duggan, de l'université McMaster au Canada, a découvert l'ADN du virus de la variole en analysant les tissus prélevés sur la momie d'un enfant trouvée dans une crypte de l'église dominicaine du Saint-Esprit de Vilnius en Lituanie. La trouvaille a surpris d'autant plus la chercheuse qu'aucune marque d'infection n'était visible sur le corps de l'enfant dont on estime qu'il a vécu de 1643 à 1665. À partir de l'ADN récupéré, les chercheurs ont pu reconstituer cette ancienne souche virale et grâce à l'horloge moléculaire, basée sur un taux de mutation des gènes constant dans le temps, ils sont parvenus à la conclusion que la plus grande partie de l'évolution du virus de la variole était survenue récemment,. Ces résultats conduisent à reconsidérer l'historique de cette maladie : on avait jusqu'ici pensé que la variole était beaucoup plus ancienne considérant qu'on avait retrouvé des signes supposés de cette infection sur des momies égyptiennes vieilles de 3000 à 4000 ans, précise Ana Duggan.